# За пределами долины кукол
«За пределами долины кукол» либо «Изнанка долины кукол» (англ. Beyond the Valley of the Dolls) — американский музыкальный комедийный драматический фильм Расса Мейера 1970 года, снятый по сценарию кинокритика Роджера Эберта.
Фильм снимался как продолжение фильма 1967 года «Долина кукол», но постепенно превратился в пародию на него. Во время своего первоначального выхода был плохо принят критиками, однако позже приобрёл культовый статус.
На жаргоне словом «куклы» (англ. dolls) обозначают таблетки-депрессанты.

## Сюжет
Три девушки — Келли Макнамара, Кейси Андерсон и Петронелла Данфорт — играют в рок-н-ролльной группе The Kelly Affair. Их музыку не очень принимают в провинции, и Келли предлагает всем поехать в Лос-Анджелес. Группа вместе со своим менеджером Харрисом Эллсвортом отправляется в путь. Будучи на месте, Келли в первую очередь разыскивает свою тётю Сьюзен Лейк, от которой узнаёт, что её исчезнувшая мать оставила огромное наследство в миллион долларов. Тётя считает, что раз Келли дочь и раз она объявилась, то тоже должна получить часть наследства, хотя бы треть. Такой расклад расстраивает нечистого на руку финансового консультанта Портера Холла, который занимается вопросами наследства. Он рассчитывал, что все деньги получит Сьюзен Лейк и он сможет приложить к ним руку. Тем временем тётя знакомит свою племянницу с богемной жизнью Лос-Анджелеса, в частности с эксцентричным продюсером Ронни «Зи-Меном» Берзеллом и его вечеринками.
Зи-Мену приходится по душе музыка, которую играет группа Келли. Он становится новым менеджером группы и меняет её название на The Carrie Nations. Постепенно группа начинает набирать популярность. В доверие к Келли втирается местный жиголо Ланс Рок, который знает про наследство. Из-за всех этих событий бывший менеджер группы Харрис Эллсворт начинает терять душевной равновесие. Он мало того, что потерял группу, так ещё и потерял Келли, которую считал своей девушкой. Харрис позволяет порноактрисе Эшли Сент Айвз соблазнить себя, однако от этого романа ему становится только хуже. Эшли бросает его, сообщая, что он плох в постели и намекает на его гомосексуальность. Харрис пытается вернуть себе Келли, частично добиваясь успеха, — на вечеринке он устраивает драку с Лансом Роком, Ланс избивает его, Келли жалеет, Ланс и Келли расстаются.
Харрис ищет поддержки у Кейси, гитаристки группы, и под действием наркотиков спит с ней. Кейси же, оказавшись беременной от Харриса, делает аборт. В конце концов Харрис решает покончить с собой, спрыгнув с большой высоты, в прямом эфире концерта группы Кэри Нейшнз. Это настоящий снафф, Зи-Мен с наслаждением снимает его. Однако, Харрис не умирает, он повреждает позвоночник и лишается возможности ходить. Тем временем у Кейси начинается роман с дизайнером одежды Роксаной. Третья участница группы, чернокожая барабанщица Петронелла, ложится в постель с чемпионом по боксу, камео Мухаммеда Али. Её молодой человек, студент-юрист, чуть не погибает от горячей руки чемпиона и красиво падает в клумбу. Петронелла жалеет его — их роман пережил этот кризис и отношения восстановлены.
Тем временем Келли заманивает коварного консультанта Портера Холла в постель, накуривает его марихуаной и добивается разрушения его отношений со своей тётей, которая к тому времени нашла счастье в любви со своим бывшим однокашником.
Зи-Мен устраивает психоделическую вечеринку в своём особняке, на которую приглашает Кейси, Роксану и Ланса. Он просит гостей надеть различные костюмы. В разгар вечеринки он пристаёт к Лансу, который отвергает его. Зи-Мен признаётся, что он женщина, которая притворяется мужчиной. Подобный поворот вызывает смех у Ланса. Расстроенный и заигравшийся Зи-Мен отсекает Лансу голову мечом, а затем принимается избавляться от свидетелей. Сначала он убивает своего помощника Отто, одетого в форму нациста, а затем и Роксану. Кейси же, прежде чем быть застреленной, удаётся позвонить своим друзьям. Они прибывают на место и все вместе останавливают Зи-Мена навсегда.
Следует подробный психологический закадровый разбор картины с иллюстрациями в духе площадного психоанализа.

## В ролях
- Долли Рид — Келли Макнамара
- Синтия Майерс — Кейси Андерсон
- Марсия Макбрум — Петронелла Данфорт
- Джон Лазар — Ронни «Зи-Мен» Берзелл
- Майкл Блоджет — Ланс Рок
- Дэвид Гуриан — Харрис Эллсворт
- Иди Уильямс — Эшли Сент Айвз
- Эрика Гэвин — Роксана
- Филлис Дэвис — Сьюзен Лейк
- Харрисон Пейдж — Эмерсон Торн
- Дункан Маклеод — Портер Холл
- Джеймс Инглехарт — Рэнди Блэк
- Чарльз Напьер — Бакстер Вулф
- Генри Роулэнд — Отто
- Коулмен Фрэнсис — толстый пьяница
- Пэм Гриер — девушка на вечеринке

## Производство
Первоначально фильм «За пределами долины кукол» задумывался как продолжение фильма 1967 года «Долина кукол», который в свою очередь был снят по одноимённой книге Жаклин Сюзанн. Студия 20th Century Fox хотела, чтобы сценарий для нового фильма писала Дороти Кингсли, но та в то время была занята работой над сериалом «Мир Брэкена». В ноябре 1968 года сообщалось, что из актёров первого фильма в продолжении может появиться Барбара Паркинс.

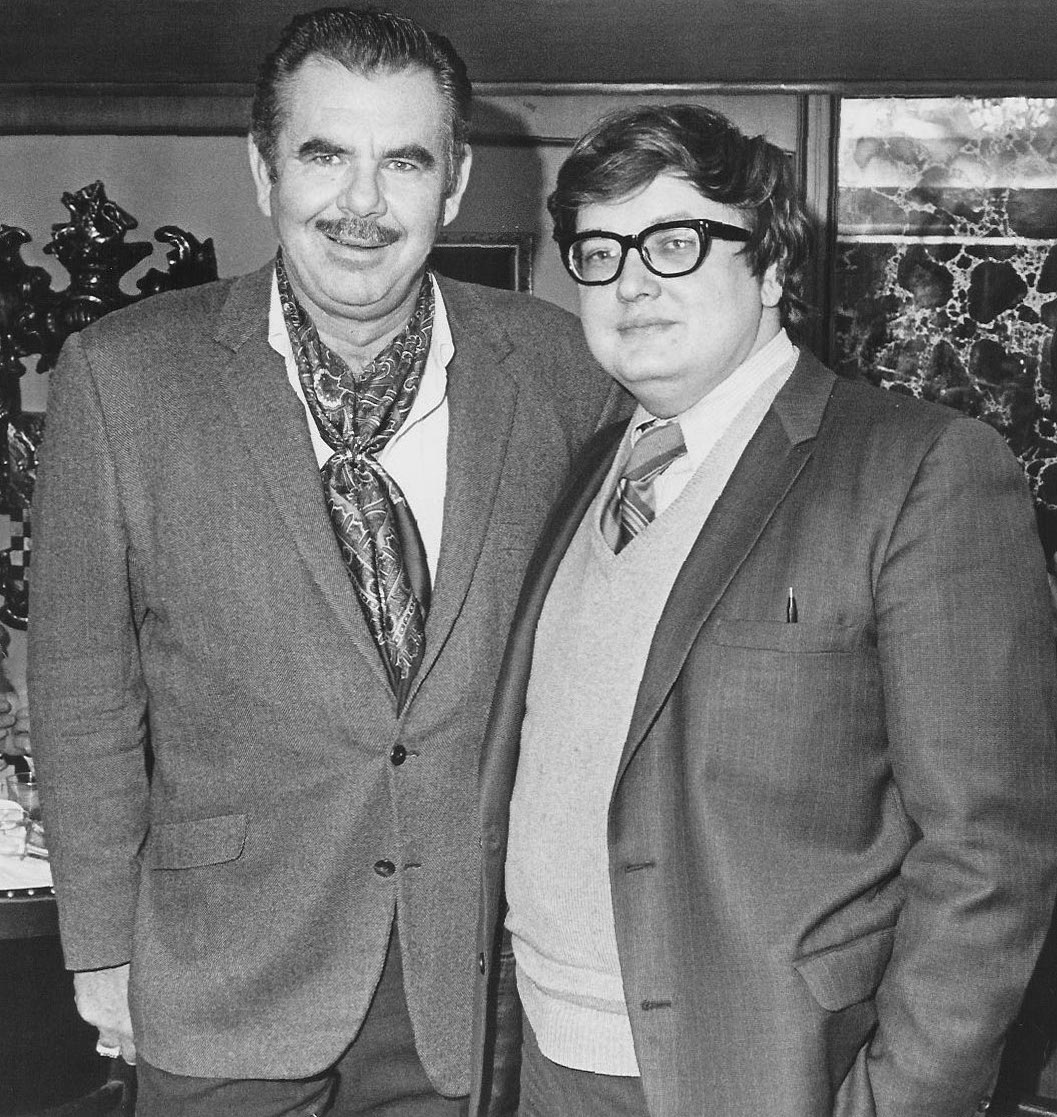
Расс Мейер и Роджер Эберт в 1970 году

В августе 1969 года Fox наняли для съёмок фильма режиссёра Расса Мейера, чей недавний фильм «Мегера» имел большой коммерческий успех. Расс Мейер был независимым режиссёром, который снимал недорогие фильмы, но ему было интересно поработать на большой студии. По воспоминаниям Мейера это был первый случай, когда в его съёмочной группе было больше пяти человек. В качестве сценариста Мейер привёл с собой Роджера Эберта. В то время Эберт был начинающим кинокритиком, который работал в газете Chicago Sun-Times. Он взял отпуск на работе, чтобы сосредоточиться на написании сценария.
Сценарий стал не только пародией на оригинальный фильм, но и, по словам Эберта, сатирой на голливудские условности. И всё это с примесью старого доброго секса и насилия. Некоторые темы и персонажи фильма были основаны на реальных людях и событиях. Идея состояла в том, чтобы добавить в фильм как можно больше эксплуатационного контента: «Мейер хотел, чтобы фильм каким-то образом понравился почти каждому, кто моложе тридцати и ходит в кино. Там должна быть музыка, модная одежда, чернокожие персонажи, насилие, романтическая любовь, мыльная опера, закулисные интриги, фантастические декорации, лесбиянки, оргии, наркотики и (в конечном итоге) конец, который связывает всё вместе».
В фильме не были задействованы знаменитости. По словам Мейера его имени в титрах и словосочетания «Долина кукол» в названии фильма уже достаточно для успеха. Мейер даже решил не тратиться на Барбару Паркинс, героиню оригинального фильма. Некоторые главные роли исполнили девушки из журнала Playboy.

### Персонажи и события
Роджер Эберт рассказал, что многие темы и персонажи фильма были основаны на реальных людях и событиях, но поскольку ни Эберт, ни Расс Мейер не были знакомы с этими людьми лично, то их характеры были основаны на предположениях.
- Ронни «Зи-Мен» Берзелл — вымышленный эксцентричный рок-продюсер, который был основан на продюсере Филе Спекторе[11]. Через тридцать лет после выхода фильма Спектор будет осуждён за убийство в своём особняке актрисы Ланы Кларксон.
- Рэнди Блэк — боксёр, основан на Мохаммеде Али[12].
- В первоначальном сценарии не было такого жестокого финала. Он был навеян убийствами, совершёнными бандой Чарльза Мэнсона, незадолго до начала съёмок. Среди их жертв была и жена режиссёра Романа Полански Шэрон Тейт, которая играла в «Долине кукол»[12].
- Портер Холл — коварный юрист, названный по имени актёра Портера Холла, который часто играл в кино злодеев[12].
- Сьюзен Лейк и Бакстер Вулф в первоначальной версии сценария носили имена Энн Уэллс и Лайон Берк и были персонажами из «Долины кукол». Писательница Жаклин Сюзанн подала в суд на компанию Fox из-за использования придуманных ею персонажей в сексплуатационном фильме. Студии пришлось переименовать персонажей, а в начало «Изнанки долины кукол» был добавлен титр, гласящий, что этот фильм никак не связан с фильмом «Долина кукол»[13].

## Саундтрек
Большая часть музыки к фильму была написана композитором Стью Филлипсом. Для финальной сцены в особняке Зи-Мена Филлипс адаптировал «Ученика чародея» Поля Дюка. Главные героини фильма состоят в вымышленной группе The Carrie Nations и поют под фонограмму исполнительницы голубоглазого соула Линн Кэри. В роли самих себя в фильме показана группа Strawberry Alarm Clock. Музыканты исполняют свой хит 1967 года «Incense and Peppermints», а также композиции «Girl from the City» и «I’m Comin' Home». Заглавную песню фильма исполняет группа The Sandpipers.

## Приём
Кинокритик Джин Сискел из Chicago Tribune, который впоследствии будет вести с Роджером Эбертом передачу про кино на телевидении, разгромил фильм. Сискел поставил фильму 0 звёзд из 4 и позже включил его в список «20 худших фильмов 1970 года». Чарльз Чамплин из Los Angeles Times назвал фильм «лакомством для эмоционально отсталых, сексуально неадекватных и тупых». «Самый жалкий из всех жалких фильмов» по мнению The Washington Post. Негативные рецензии вышли в Variety и The New York Times.
Несмотря на высокий возрастной рейтинг X и небольшой бюджет в $900.000, фильму удалось собрать в прокате в 10 раз больше. Позже Эберт рассказал, что если принять во внимание и доходы от выхода фильма впоследствии на различных носителях, то общая сумма выходит около $40 млн. Со временем фильм «За пределами долины кукол» приобрёл культовый статус. Периодически включался в различные топы лучших фильмов. Так в 2000 году канадский журнал Take One включил его в свой список «Лучших фильмов 1970-х годов». В 2001 году The Village Voice поставил фильм на 87 место в своём списке «100 величайших фильмов века». На сайте Rotten Tomatoes рейтинг «свежести» фильма 75 %.